# Cricetulus kamensis
Cricetulus kamensis je vrsta je glodavaca iz porodice Cricetidae. Nalazi se samo u planinama zapadne Kine gdje naseljava travnjake, grmovne močvare i stepe. Iako ima ograničeni domet, Međunarodna unija za zaštitu prirode procijenila je njezin status zaštite kao "Najmanja zabrinutost".

## Opis
Hrčak ima duljinu glave i tijela između 88 i 112 mm, a rep mu je dugačak od 51 to 64 mm. Krzno na leđima mu je tamno sivosmeđe, ponekad pjegasto ili prošarano crnom bojom, donji dio je sivkasto bijel, a postoji valovit prijelaz na mjestu gdje se dvije boje susreću. Rep je gust i dobro pokriven zaštitnim dlakama, na vrhu ima tamnu prugu, inače bijelu, s potpuno bijelim vrhom.

## Vanjske poveznice
|  | Zajednički poslužitelj ima još gradiva o temi Cricetulus kamensis |
|  | Wikivrste imaju podatke o taksonu Cricetulus kamensis             |